# Henry Erskine, 12. Earl of Buchan
Henry David Erskine, 12. Earl of Buchan (* Juli 1783; † 13. September 1857 in London), war ein schottischer Adeliger.

## Leben
Sein Vater war Henry Erskine (1746–1817), Jurist und „King's Advocate“; seine Mutter war Christian, Tochter des George Fullerton. Beim Tod seines Onkels David Stuart Erskine, 11. Earl of Buchan, der 1829 ohne legitimen Erben starb, erbte er dessen Titel Earl of Buchan sowie die nachgeordneten Titel Lord Auchterhouse und Lord Cardross. Die Übernahme dieser Titel wurde ihm 1830 auch formell vom Committee for Privileges and Conduct des House of Lords bestätigt.
Über sein weiteres Leben oder seine Tätigkeiten ist nichts bekannt. Er starb am 13. September 1857 in London, sein Leichnam wurde nach der Überführung in der Kathedrale von Ripon beigesetzt.
Er war dreimal verheiratet. Aus der ersten Ehe, geschlossen am 28. September 1809 mit Elizabeth Cole, Tochter des Charles Shipley, Brigadegeneral und Gouverneur von Grenada, stammten sechs Söhne; darunter David Stuart, Erbe und späterer 13. Earl; sowie drei Töchter. Die zweite Ehe wurde am 26. Juni 1830 mit Elisabeth, Tochter des John Harvey of Castle Semple, geschlossen, mit ihr hatte er ebenfalls einen Sohn und zwei Töchter. Die dritte Ehe, geschlossen am 26. Juni 1839 mit Caroline, Tochter des James Primrose Maxwell of Tuppendean, blieb kinderlos.